# Petra Theisen
Petra Theisen (* im 20. Jahrhundert) ist eine deutsche Redakteurin und Fernsehmoderatorin.

## Wirken
Seit 2002 arbeitet Theisen beim Hessischen Rundfunk als Redakteurin und Moderatorin.
Theisen moderierte und moderiert mehrere hr-Formate, so etwa seit 2009 die Quizsendung Wer weiß es?
Seit Anfang 2020 gehört Theisen innerhalb der Fernsehdirektion des Hessischen Rundfunks zum Führungsteam in den Bereichen Unterhaltung und Fernsehen.